# 後藤守一
後藤 守一（ごとう しゅいち、1888年（明治21年）8月10日 - 1960年（昭和35年）7月30日）は、大正期から昭和期にかけての日本の考古学者。明治大学名誉教授。

## 来歴
神奈川県三浦郡田越村（現・逗子市）生まれ（鎌倉市生まれや、静岡県生まれとする資料もある）。沼津中学（現・静岡県立沼津東高等学校）、静岡師範学校を経て、東京高等師範学校地歴科を卒業。
1917年（大正6年）3月から1918年（大正7年）7月まで静岡県立静岡中学校で地歴の教諭を務めた後、1921年（大正10年）（1918年とする資料もある）から1940年（昭和15年）まで帝室博物館に勤務し、監査官を担当した。1927年（昭和2年）には博物館視察のためにヨーロッパに派遣された。帝室博物館退官後、1941年（昭和16年）に翼賛的考古学団体である日本古代文化学会を創設し、委員長に就任。1942年（昭和17年）から國學院大學国史科教授。「神道考古学」を提唱し、樋口清之らとともに皇国史観考古学の推進者として活動。1938年（昭和13年）に浜田耕作が死去した後は、日本考古学界の顔となった。
戦後は明治大学考古学研究室創設（私立大学初。1950年（昭和25年））にあたり、主任教授として多くの考古学研究者（大塚初重など）の育成に力を尽くした。一方で、戦前から進化論の影響を受けた科学的考古学を推進していた山内清男から「文化戦犯」と指弾されるなど、戦争協力者としての批判を浴びた。

## 代表的な著作
- 日本考古学（1927）NDLJP:1191669
- 日本歴史考古学（1937）NDLJP:1231555
- 日本の文化（1941）
- 埴輪の話（1944）NDLJP:1720547
- 祖先の生活（1944）
- 日本古代史の考古学的検討（1947）